# O Fim do Mundo (1993)
O Fim do Mundo é um filme português, realizado por João Mário Grilo e com José Viana, Adelaide João e Zita Duarte. Foi selecionado para o Festival de Cannes, em 1993, na secção Un certain regard.

## Elenco
- José Viana como Augusto Henriques
- Adelaide João como Conceição das Neves
- Zita Duarte como Violante
- Santos Manuel como guarda 1
- Heitor Lourenço como guarda 2
- João Lagarto como João
- Carlos Daniel como Carlos
- Alexandra Lencastre como Maria do Carmo
- Henrique Viana como Laureano
- Mário Jacques como o promotor
- Rui Mendes como o juiz
- Maria João Luís como Alda